# Acrodactyla varicarinata
Acrodactyla varicarinata là một loài tò vò trong họ Ichneumonidae.